# 론머 맨
《론머 맨》(영어: The Lawnmower Man)은 미국에서 제작된 브렛 레너드 감독의 1992년 SF 액션 공포 영화이다. 피어스 브로스넌, 제프 페이히 등이 출연하였고, 지밀 에버렛 등이 제작에 참여하였다.

## 출연진
- 피어스 브로스넌 - 로런스 “래리” 앤절로 박사 역
- 제프 페이히 - 조브 스미스 역
- 제니 라이트 - 마니 버크 역
- 제프리 루이스 - 테리 매킨 역
- 제러미 슬레이트 - 프랜스시 매킨 신부 역
- 딘 노리스 - 더 디렉터 역
- 오스틴 오브라이언 - 피터 파켓 역
- 마크 브링글슨 - 서배스천 팀스 역
- 레이 라이킨스 - 해럴드 파켓 역
- 콜린 코피 - 캐럴라인 앤절로 역

## 기타 제작진
- 협력 제작: 다키야마 마사오
- 배역: 샐리 데니슨, 패트릭 러시
- 미술: 앨릭스 맥다월
- 의상: 메리 제인 포트

## 우리말 녹음
MBC 성우진
- 박일 - 래리 박사 (피어스 브로스넌)
- 최한 - 조브 (제프 페이히)
- 이미자 - 피터 (오스틴 오브라이언)
- 손원일 - 팀스 (마크 브링글슨)
- 이윤연 - 국장
- 박태호 - 테리 아저씨 (제프리 루이스)
- 엄현정 - 래리 박사 아내 (콜린 코피)
- 박선영 - 버크 (제니 라이트)
- 김태훈 - 신부 (제러미 슬레이트)
- 이상범 - 피터 아빠 (레이 라이킨스)
- 장성호
- 문남숙
- 방성준
- 이원찬
- 정재헌

## 같이 보기
- 트랜센던스
- 루시 (영화)